# 호리구치 유키코
호리구치 유키코(堀口 悠紀子, 1983년 1월 28일 ~ )는 일본의 여성 애니메이터로 교토 애니메이션 소속이다.

## 약력·인물
단기대학 졸업 후, 2003년에 교토 애니메이션에 입사. 《짱구는 못말려》의 동화로 애니메이터로서의 캐리어를 시작.
음영을 독특하게 표현하는 방법이나 둥글둥글한 캐릭터 디자인의 작풍을 가지고 있으며, 교토 애니메이션 사내에서도 꽤 개성적인 작화를 하여 애니메이션 팬들의 주목을 끌고 있으며, 동인 활동도 겸하고 있다.
2007년 4월에 방영된 애니메이션 《러키☆스타》로 자신의 첫 캐릭터 디자인 작업을 담당했다.
남동생이 일러스트레이터인 BUNBUN이다.

## 참가 작품

### TV 애니메이션
- 짱구는 못말려 (1992년-/2003년 방영분만) - 동화
- 이누야샤 (2000년-2004년) 동화→원화
- 풀 메탈 패닉 후못후 (2003년) - 동화
- 에어 (2005년) - 원화/OP원화
- 풀 메탈 패닉! 더 세컨드 레이드 (2005년) - 원화
- 스즈미야 하루히의 우울 (2006년) - 작화 감독·원화/OP원화
- Kanon (2006년-2007년) - 작화 감독·원화/OP원화
- 러키☆스타 (2007년) - 캐릭터 디자인·총 작화 감독·작화 감독·원화/OP작감·원화·ED작감
- 클라나드 (2007년-2008년) - 작화 감독·원화
- 클라나드 애프터 스토리 (2008년-2009년) - 작화 감독·원화/ED원화
- 케이온! (2009년) - 캐릭터 디자인·총 작화 감독·작화 감독·원화/OP작감·ED작감
- 케이온!! (2010년) - 캐릭터 디자인·총 작화 감독·작화 감독·원화/OP작감·ED작감
- 고전부 시리즈 (2012년) - 작화 감독·원화/OP원화·ED원화
- 타마코 마켓 (2013년) - 캐릭터 디자인·총 작화 감독·작화 감독/OP작감·ED작감
- Free! (2013년) - 작화 감독·원화/오프닝 원화
- 경계의 저편 (2013년) - 작화 감독·작화 감독 보좌/엔딩 원화
- 중2병이라도 사랑이 하고 싶어! (2014년) - 오프닝 원화
- 22/7 (2020년) -  캐릭터 디자인 원안, 캐릭터 디자인
- 신 사쿠라 대전 the Animation (2020년) - 서브캐릭터 원안
- 봇치 더 록! (2022년) - 오프닝 원화

### OVA
- 정글은 언제나 맑음 뒤 흐림 FINAL (2003년-2004년) - 동화
- 문토 ~시간의 벽을 넘어~ (2005년) - 원화
- 러키☆스타 OVA (2008년) - 캐릭터 디자인·총 작화 감독·작화 감독

### 그 외
- 교토 애니메이션 공식 사이트 (2008년) - 신년 톱 페이지 일러스트
- 쿄애니 BON VOL.18 (2008년) - 표지 일러스트
- 러키☆스타 흔들흔들 데이즈（2009년) - 표지·본문 일러스트

### 라이트 노벨
- 타마코 마켓

시로미자카나(白身魚) 명의
- 문의 바깥
- 차라투스트라로 가는 계단
- 하트 커넥트
- 아카오니는 더 이상 울지 않아
- 돼지는 날아도 그저 돼지일뿐?

## 같이 보기
- 교토 애니메이션
- 이케다 카즈미